# مارک بک
مارک بک (انگلیسی: Mark Beck؛ زادهٔ ۲ فوریهٔ ۱۹۹۴) بازیکن فوتبال اهل بریتانیا است.
از باشگاه‌هایی که در آن بازی کرده‌است می‌توان به باشگاه فوتبال یورک سیتی، باشگاه فوتبال وورکینگتون ای. اف. سی، باشگاه فوتبال یئوویل تاون، باشگاه فوتبال دارلینگتون، باشگاه فوتبال هروگیت تاون، باشگاه فوتبال کارلایل یونایتد، باشگاه فوتبال فالکیرک، و باشگاه فوتبال ورکسام اشاره کرد.
وی همچنین در تیم ملی فوتبال Scotland U19 بازی کرده‌است.